# Rodrigo Pinto Pizarro Pimentel de Almeida Carvalhais

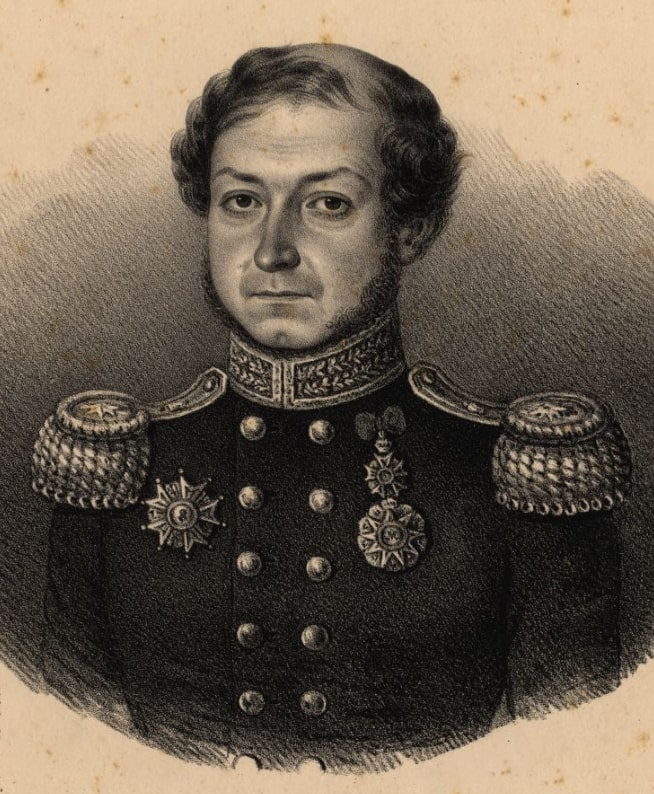
Rodrigo Pinto Pizarro Pimentel de Almeida Carvalhais.

Rodrigo Pinto Pizarro Pimentel de Almeida Carvalhais, 1e baron van Ribeira de Sabrosa (Vilar de Maçada, 30 maart 1788 – 8 april 1841) was een Portugees politicus en premier ten tijde van de monarchie.

## Levensloop
Hij was militair en nam deel aan de liberale revolutie van 1821. Hij was setembrist en zetelde van 1838 tot 1840 in de Portugese Senaat. In 1839 was hij voor korte tijd premier van Portugal.
Ribeira de Sabrosa leidde de laatste volledig setembristische regering van zijn land. Na de septemberrevolutie van 1836 waren de setembristen aan de macht gekomen en verloren de cartisten, die koningin Maria II steunde, hun macht. Door de oppositie van de cartisten kwam zijn regering al gauw ten val. Zijn opvolger als premier, José Travassos Valdez, leidde ook een setembristische regering, maar moest aanvaarden dat de invloedrijke cartist António Bernardo da Costa Cabral toetrad tot zijn regering.
- Virtual International Authority File: 98702528